# El Castell
El Castell, również: El Castell d’Oliana – miejscowość w Hiszpanii, w Katalonii, w prowincji Lleida, w comarce Alt Urgell, w gminie Oliana.
Według danych INE w 2020 roku liczyła 75 mieszkańców – 44 mężczyzn i 31 kobiet. 